# 内観
内観（ないかん）は、仏教用語と心理学用語の意味があり、前者は「内省して自己の仏性・仏身などを観じること」で後者は「自分の意識やその状態をみずから観察すること」。仏教では「観心」（かんじん）ともいい、心理学では「内省」、「自己観察」ともいう。

## 心理学から見た内観
心理学研究のために、自分自身の精神状態を観察する方法。実験心理学の祖ヴィルヘルム・ヴントが考え出した。内観を行うには訓練を受ける必要があった。

その後、近代心理学は次第に主観性の強い内観的方法から離れ、客観性の高い行動に注目するようになっていった。

## 自然科学・神経科学から見た内観

### 内観の神経科学的限界
ヒトは内観に熟達できないというわけではないが自然科学上は、内観で理解できる精神神経活動は限られている、と神経科学者デイヴィッド・イーグルマンは自著『あなたの知らない脳──意識は傍観者である』で述べている。その典型例は、一億個のニューロンに基づいて消化を行う腸の神経系、およびそれと接続している脳神経系の働きだという。イーグルマンは次のようにも述べている。

また自己客観視、自己制御力、認知機能などが脳によって差があるという神経科学的事実は、現代の法曹界もある程度認めている。例えばアメリカの最高裁判所は、脳の不平等さゆえに精神遅滞者（知的障害者）や精神障害者は死刑にならないとの判例を出している、とイーグルマンは述べている。

## 建築用語
建築等の用語で、建物の内部の様子（インテリア）を表す。対義語として、建物の外側を示す外観（エクステリア）がある。

## 伝統的な内観

### 白隠禅師の内観法
江戸時代の禅僧・白隠慧鶴の著書『夜船閑話』（やせんかんな）に紹介されている心身のリラクゼーション法。白隠は修行時代に心身のバランスを崩して禅病（ノイローゼ状態）に陥ったが、京都白川の山奥に住む「白幽子」という仙人に伝授された「軟酥（なんそ）の法」により、健康を回復したという。これは、頭の上に鴨の卵ほどの軟酥（クリームのようなもの）の塊があるとイメージし、それが次第に融けて流れ出し、自分の体の調子の悪い部分を浸し、症状を洗い流してしまうと観想する方法である。
『夜船閑話』には、軟酥の法以外に「内観の法」も記されているという。その内容は、仰臥して、丹田から両足にかけての範囲に意識を置くための4つの公案を静かに唱えるというものである。自律訓練法に似ているとされており、気功でいう丹田呼吸法に相当するとも考えられる。

### 吉本伊信の内観法（内観療法）
昭和期の実業家・僧侶、吉本伊信が浄土真宗系の信仰集団・諦観庵に伝わっていた自己反省法・「身調べ」から秘密色、苦行色、宗教色を除き、万人向けのものとした修養法。内観法、吉本内観法、あるいは医療に応用されて内観療法ともいわれる。
現在、中国にも内観学会が設立され、その他韓国やヨーロッパ等で、森田療法と並ぶ日本製の心理療法として国際的に認められるようになったほか、刑務所や少年院などの矯正教育や、一般の学校教育、企業研修などにも応用されるようになった。
母親をはじめ、身近な人に対する自分を、1週間研修所にこもって3つの観点から反省する。自分を客観視することができるようになり、しばしば劇的な人生観の転換を起こす。欧米で Naikan といえば吉本の内観法をさすことが多い。

### そのほかの用法
明治期の浄土真宗の思想家・清沢満之が「内観」という用語を用いたので、真宗教界では一般にこの語が用いられていたようである。吉本伊信が改革された「身調べ」に「内観」と名づけた背景に、このことがあったと思われる。もっとも浄土真宗だけでなく、たとえば内村鑑三のようなキリスト教信者も「内観」という言葉を用いており、単純に自分の心を深く見つめるという意味で広く用いられていたようである。
また、上座部仏教によって現代化されたかたちで全世界にひろまったヴィパッサナー瞑想も内観の一種であり、実際に中国語では「内観」と訳されている。

### 日本語辞典・事典
- 松村, 明「内観」『デジタル大辞泉』小学館・DIGITALIO、2024年。2024年4月4日閲覧。

### 自然科学
- イーグルマン, デイヴィッド 著、大田直子 訳『あなたの知らない脳──意識は傍観者である』早川書房、2016年9月8日。ISBN 978-4150504755。